# 虎牙街道
虎牙街道，是中华人民共和国湖北省宜昌市猇亭区下辖的一个乡镇级行政单位。

## 行政区划
虎牙街道下辖以下地区：
虎牙社区、六眼冲社区、鸡山社区、磨盘溪社区、高家店村和高湖村。